# Lucília Gago
Lucília Maria das Neves Franco Morgadinho Gago GCC (Lisboa, 26 de agosto de 1956) é uma magistrada portuguesa que foi Procuradora-Geral da República, de outubro de 2018 a outubro de 2024. Licenciada em Direito pela Universidade de Lisboa. Foi diretora do Departamento de Investigação e Ação Penal, entre 2016 e 2017, onde desempenhou funções na secção especializada em criminalidade económico-financeira, corrupção e branqueamento de capitais. Foi professora e coordenadora do Centro de Estudos Judiciários, entre o ano de 2012 e 2016.

## Biografia
Magistrada do Ministério Público de carreira, licenciou-se em Direito pela Universidade de Lisboa em 1978. Ingressou no Centro de Estudos Judiciários em 1980, seguindo a magistratura do Ministério Público. Em 1994 foi promovida a procuradora da República, exercendo funções nas Varas Criminais de Lisboa, no Departamento de Investigação e Ação Penal (DIAP) de Lisboa e no Tribunal de Família e Menores de Lisboa.
Em 20 de Setembro de 2018 foi nomeada pelo Presidente da República Marcelo Rebelo de Sousa, sob proposta do Governo liderado pelo Primeiro-Ministro António Costa, para o cargo de Procuradora-Geral da República, com um mandato de 6 anos. Tomou posse no Palácio de Belém, perante o Presidente da República, no dia 12 de Outubro de 2018.
A 18 de outubro de 2024, foi agraciada com o grau de Grã-Cruz da Ordem Militar de Cristo.
Em 1 de Novembro de 2024, depois de cumprir o mandato como Procuradora-Geral da República, passa à reforma com uma pensão superior a 7 mil euros.